# Saleri II
Pour les articles homonymes, voir Saleri.
Julián Sainz Martínez, dit Saleri II, né le 19 juin 1891 à Romanones (Espagne, province de Guadalajara),  mort le 7 octobre 1958 à Madrid, est un matador espagnol.

## Présentation et carrière
Dès 1912, après quelques capeas de village (corridas amateurs), il tue un taureau de la ganadería Pérez Angoso près de Salamanque avec un tel brio qu’il est aussitôt demandé dans plusieurs régions d’Espagne. Le 2 mai 1913, il se présente à Madrid sans grand succès, mais il y obtient un triomphe le 15 août suivant. À la fin de cette même année, il part pour le Venezuela où il fait ses preuves à Caracas comme brillant novillero.
De retour en Espagne, il prend l’alternative à Madrid le 13 septembre 1914, des mains de Vicente Pastor avec pour témoin Curro Vázquez, devant un taureau de la ganadería de Pérez-Tabernero. Dès ce moment, il figure sur les cartels de Madrid les plus prestigieux et conquiert une place honorable dans l’escalafón.
Il obtient également de grands succès en Amérique du Sud, à Lima et à Caracas au cours de l’année 1919. De retour en Espagne en 1923, il perd de son prestige et repart pour l’Amérique du Sud. Dans les arènes françaises de Bayonne, Nîmes et Arles, on ne l’apprécie pas davantage. Il torée de moins en moins et quitte le ruedo en 1935.

## Style
Sa spécialité était l’estocade a recibir, son répertoire à la cape était très varié. Mais la critique française, lors de son passage à Bayonne a trouvé « qu’il s’économisait » alors qu'il avait reçu de graves blessures dues à son courage et qu'il avait dû être opéré plusieurs fois.